# Anne Barrère (productrice)
Pour les articles homonymes, voir Anne Barrère et Barrère.
Anne Barrère, née le 28 août 1954 à Paris, est une journaliste et productrice de télévision française. Elle est Vice-présidente de la Fondation Hôpitaux de Paris-Hôpitaux de France.

## Biographie

### Famille
Née à Paris le 28 août 1954, Anne Barrère est la fille du journaliste Igor Barrère (1931-2001).
Épouse de Robert Namias, journaliste et ancien directeur général adjoint chargé de l'information à TF1, elle est la belle-mère du journaliste Fabien Namias et de l'homme d'affaires et énarque Nicolas Namias.

### Carrière
Elle commence sa carrière comme journaliste au Point en 1974 puis rejoint TF1 en 1988 où elle présente pendant de longues années le magazine « Santé à la une ».
Depuis 2001, elle est à la tête de la société de production Editel, qui produit notamment l'émission littéraire Au Field de la nuit sur TF1, des grands reportages pour l'émission Reportages de TF1 et des documentaires sur France 5, notamment « Cap sur la terre » et « L'homme des déserts dans les dunes du Namib ». Elle a également produit les films de la première édition du Pasteurdon diffusée sur la TNT en octobre 2009, ainsi que des films institutionnels.
Elle a fait une apparition avec d'autres personnalités de TF1 dans la comédie musicale Le cadeau de Noël en 1991.
Elle a également été la conseillère en communication de Bernadette Chirac.
Elle reçoit en 2009 le prix « Claude Escoffier-Lambiotte » de la communication médicale, décerné par la Fondation pour la recherche médicale.

## Engagements caritatifs
Anne Barrère est présidente de l'association Cent pour Sang la Vie, un collectif d'associations qui soutient principalement la recherche dans la lutte contre les leucémies. Elle assure la présidence de l'association aux côtés du professeur André Baruchel, chef de service d'hématologie pédiatrique de l'hôpital Robert Debré à Paris.
Elle est vice-présidente de la Fondation Hôpitaux de Paris-Hôpitaux de France, qui organise notamment l'opération Pièces jaunes, dont elle est la cofondatrice avec le professeur Claude Griscelli,. Elle a lancé l'initiative à la suite de son expérience personnelle, quand son fils a été hospitalisé pour une leucémie dans les années 1980.
Elle présidait également l'association Reso, une plate-forme téléphonique d'aide et de conseil aux personnes en situation de précarité, créée par son père Igor Barrère.

## Décorations
- Officière de l'ordre national du Mérite
- Chevalier de la Légion d'honneur